# Alephis
Alephis è un genere di mammiferi artiodattili estinti, appartenente ai bovidi. Visse nel Pliocene inferiore e medio (circa 5,5 - 3,5 milioni di anni fa) e i suoi resti fossili sono stati ritrovati in Europa (Francia, Italia).

## Descrizione
Questo animale doveva assomigliare vagamente a uno gnu, dal momento che la sua corporatura era una via di mezzo tra quella di una grossa antilope e quella di un bue. Le dimensioni erano quelle di uno gnu (nella specie Alephis tigneresi) o di poco superiori (Alephis lyrix), e il peso era compreso tra i 350 chilogrammi e i 500 chilogrammi. Rispetto allo gnu attuale e ad altri bovidi simili ma più antichi (come Parabos), Alephis era dotato di zampe più corte e robuste. Al contrario di Parabos, che possedeva corna corte e dritte, Alephis possedeva corna allungate e leggermente divergenti (nella specie A. tigneresi) o incurvate all'infuori (A. lyrix). La dentatura era costituita da premolari e molari ipsodonti, ma che per altri versi richiamavano nella morfologia quelli dell'attuale nilgau. 

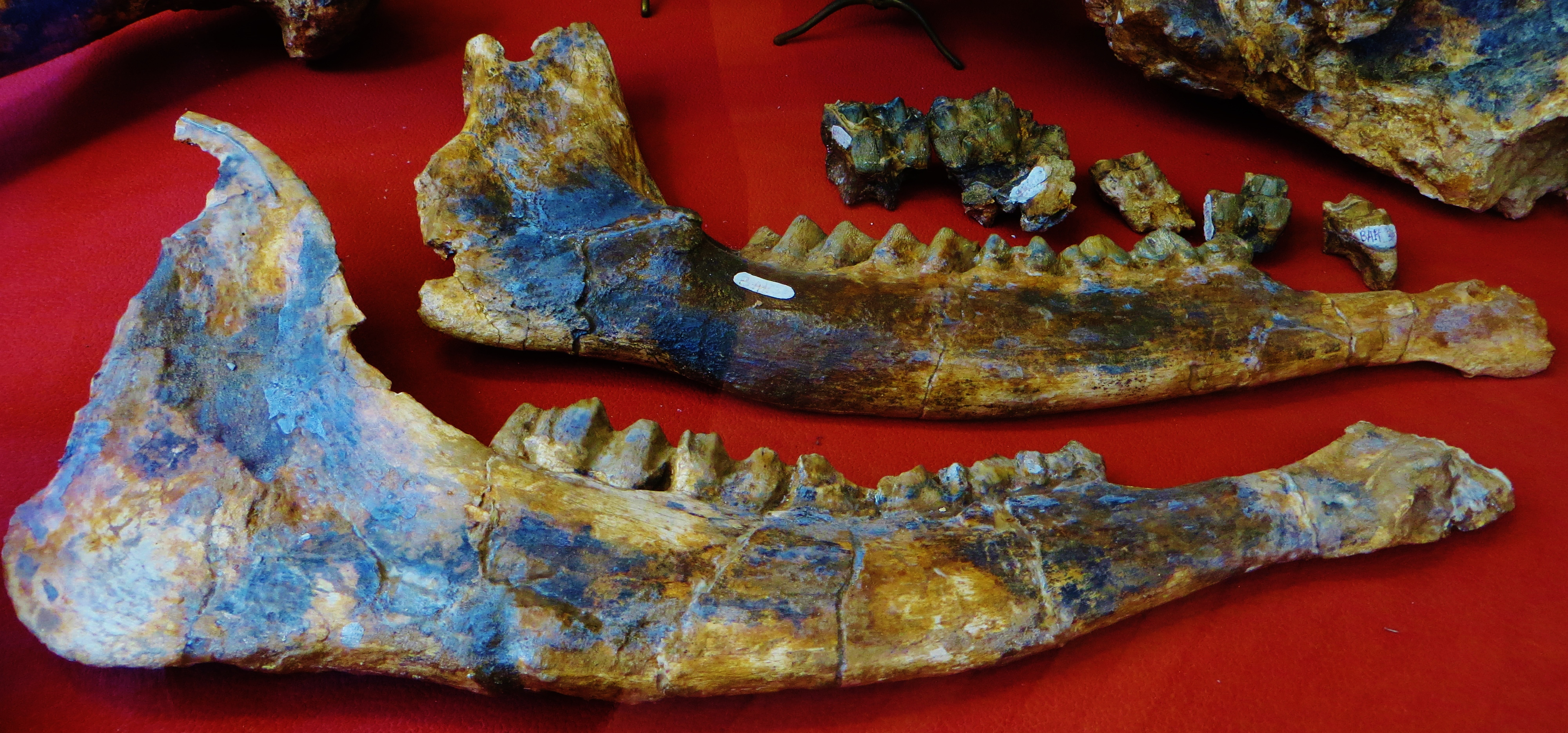
Mandibole di Alephis tigneresi

## Classificazione
Il genere Alephis venne descritto per la prima volta nel 1980 da Gromolard, sulla base di fossili ritrovati nella zona di Perpignan, in Francia meridionale. La specie tipo è A. lyrix, conosciuta anche in Italia (Dallan, 1988). Ancestrale a quest'ultima sembrerebbe essere stata A. tigneresi, descritta nel 1991 e di poco più antica; un'altra specie a volte ascritta al genere Alephis è A. boodon, più spesso attribuita al genere Parabos. Sia Alephis che Parabos sono considerati bovidi all'interno della sottofamiglia Bovinae, seppur in una posizione basale e vicini alla sottofamiglia Boselaphinae, di cui fa parte il nilgau.

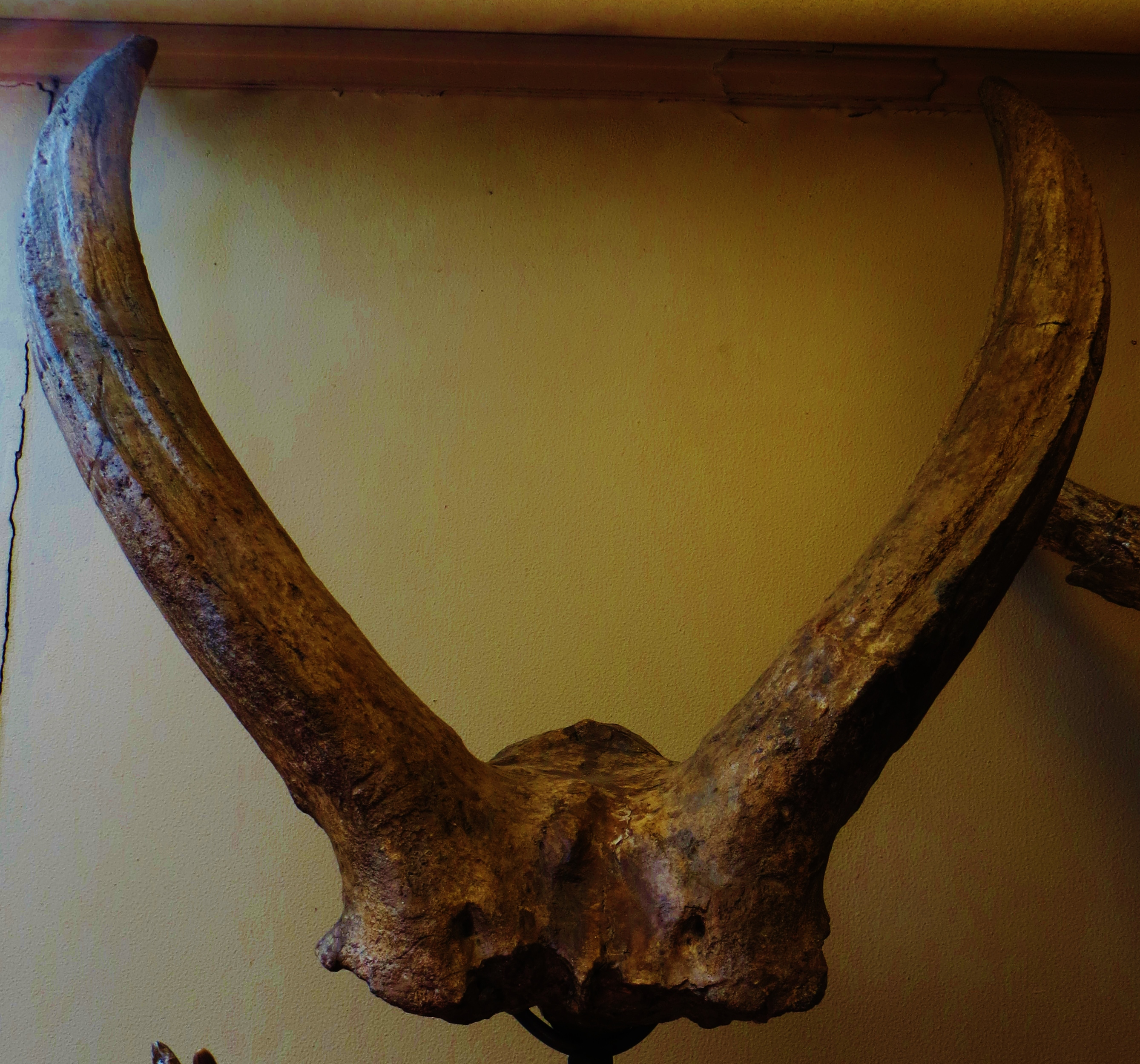
Corna di Alephis lyrix